# Михаленко, Александр Михайлович
Александр Михайлович Михаленко (бел. Аляксандр Міхайлавіч Міхаленка; род. 12 декабря 2001, Жлобин, Гомельская область) — белорусский футболист, защитник клуба «Минск».

## Карьера

### «Динамо» Минск

#### Аренда в «Спутник» Речица
Футболом начал заниматься в жлобинской ДЮСШ, откуда затем в юношеском возрасте футболист перебрался в структуру минского «Динамо». В 2018 году футболист стал выступать за дублирующий состав минского клуба. В феврале 2021 года футболист на правах арендного соглашения перешёл в речицкий «Спутник». Дебютировал за клуб футболист 14 марта 2021 года в матче против брестского «Динамо», выйдя на поле в стартовом составе. Футболист сразу же закрепился в основной команде речицкого клуба, став одним из ключевых игроков, однако результативными действиями не отличился. В июле 2021 года речицкий клуб снялся с розыгрыша чемпионата и футболист вернулся в минское «Динамо».

#### Аренда в «Днепр-Могилёв»
В июле 2021 года футболист на правах арендного соглашения отправился в могилёвский «Днепр». Дебютировал за клуб футболист 18 июля 2021 года в матче против бобруйской «Белшины», выйдя на поле в стартовом составе. В своём следующем матче 24 июля 2021 года против новополоцкого «Нафтана» футболист отличился дебютным забитым голом. На протяжении сезона футболист был одним из основных игроков могилёвского клуба, часть матчей пропустив из-за травм, отличившись забитым голом и результативной передачей. По итогу сезона футболист вместе с клубом завершил чемпионат на итоговом пятом месте. По окончании срока арендного соглашения футболист покинул клуб.

#### Аренда в «Ислочь»
В январе 2022 года футболист на правах арендного соглашения присоединился к «Ислочи» до конца сезона. Дебютировал за клуб футболист 19 марта 2022 года в матче против «Слуцка», выйдя на поле в стартовом составе и затем заменён на 31 минуте. Первым результативным действиям за клуб футболист отличился 27 мая 2022 года в матче против могилёвского «Днепра», отдав голевую передачу. На протяжении сезона футболист так и не смог закрепиться в основной команде клуба, отличившись лишь своей единственной голевой передачей, преимущественно оставаясь на скамейке запасных и выступая за дублирующий состав. По итогу сезона футболист вместе с клубом завершил чемпионат на итоговом пятом месте. В декабре 2022 года футболист покинул клуб по окончании срока арендного соглашения.

#### Аренда в «Энергетик-БГУ»
В январе 2023 года появилась информация, что футболист на правах арендного соглашения присоединится к мозырской «Славии». В марте 2023 года футболист на правах арендного соглашения присоединился к «Энергетику-БГУ» до конца сезона. Дебютировал за клуб футболист 19 марта 2023 года в матче против «Слуцка», выйдя на поле в стартовом составе. Дебютный гол за клуб футболист забил 25 ноября 2023 года в матче против «Ислочи». На протяжении сезона футболист был одним из основных игроков клуба, отличившись забитым голом и результативной передачей. Завершил сезон футболист на итоговом предпоследнем месте в чемпионате, отправившись в стыковые матчи за сохранение прописки. По итогу стыковых матчей футболист вместе с клубом уступил «Витебску» и вылетел в Первую лигу. В декабре 2023 года футболист покинул клуб по окончании срока действия арендного соглашения.

### «Минск»
В начале 2024 года футболист стал готовиться к новому сезону с основной командой минского «Динамо». Дебютировал за клуб футболист 2 марта 2024 года в матче за Суперкубок Беларуси, где в серии пенальти уступили жодинскому «Торпедо-БелАЗ». Однако спустя пару дней футболист на правах свободного агента перешёл в столичный «Минск», подписав контракт до конца сезона. Дебютировал за клуб футболист 9 марта 2024 года в ответном четвертьфинальном матче Кубка Беларуси против гродненского «Немана», выйдя на поле в стартовом составе. Первый матч в чемпионате футболист сыграл 16 марта 2024 года против борисовского БАТЭ, выйдя на поле в стартовом составе.

### «Арсенал»
В январе 2025 года перешел в дзержинский «Арсенал».

## Международная карьера
В 2018 году выступал в юношеской сборной Беларуси до 17 лет, а в 2019 году выступал в юношеской сборной Беларуси до 19 лет. В 2021 году вызвался молодёжную сборную Беларуси. Дебютировал за сборную 26 марта 2021 года в товарищеском матче против Армении. В сентябре 2021 года попал в расширенный список сборной на квалификационные матчи на молодёжный чемпионат Европы.